# Bentley (Illinois)
Bentley je gradић u američkoj saveznoj državi Ilinois. Prema popisu stanovništva iz 2010. u njemu je živjelo 35 stanovnika.